# قلعه دولاب
بقایای قلعه دولاب مربوط به دوره ساسانیان است و در شهرستان بستک، بخش جناح، دهستان فرامرزان، ۳/۵ کیلومتری شمال روستای کمشک واقع شده و این اثر در تاریخ ۱۲ شهریور ۱۳۸۶ با شمارهٔ ثبت ۱۹۴۵۱ به‌عنوان یکی از آثار ملی ایران به ثبت رسیده است.